# Rodzina Smithów

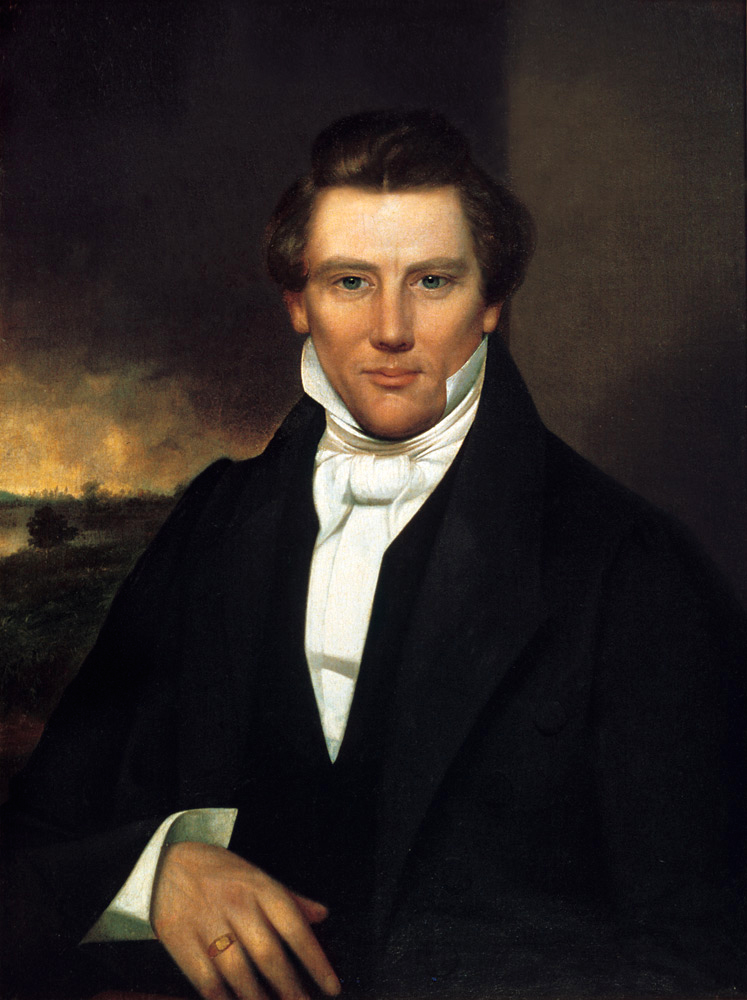
Joseph Smith junior, twórca ruchu świętych w dniach ostatnich, prawdopodobnie najlepiej znany przedstawiciel rodziny Smithów

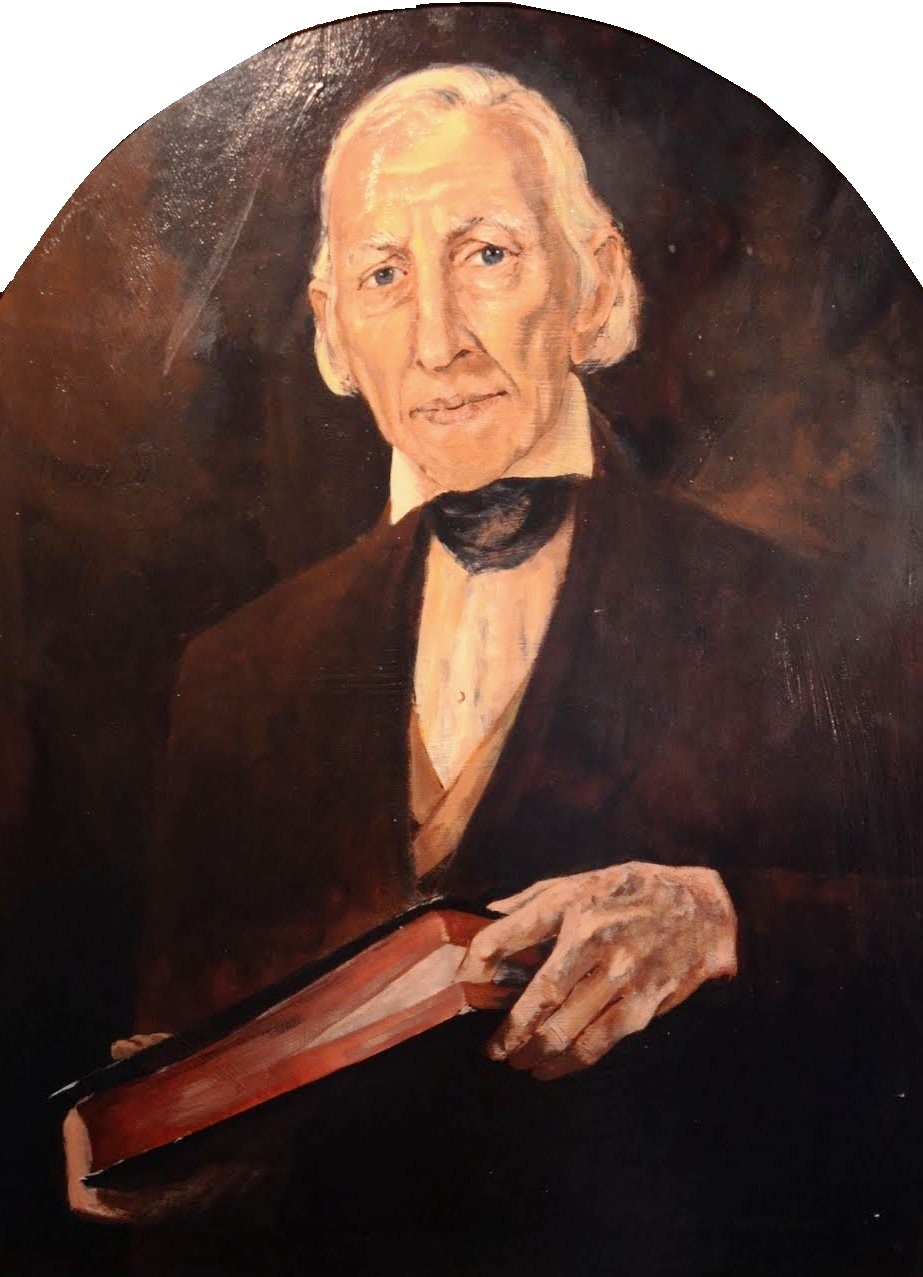
Joseph Smith senior, ojciec Josepha Smitha juniora, pierwszy patriarcha założonego przez swego syna Kościoła, jak również patriarcha rodziny Smithów

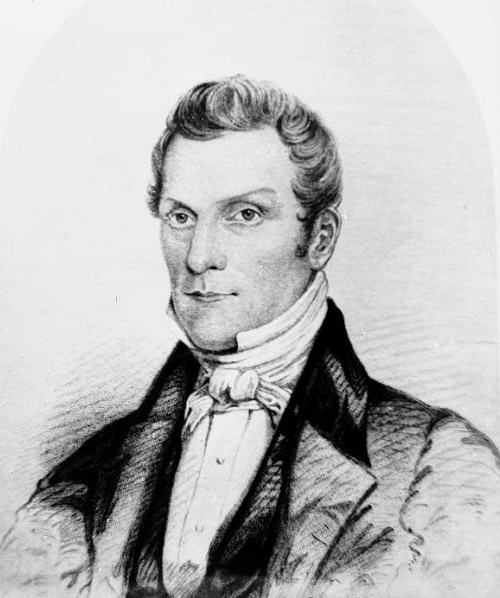
Hyrum Smith, starszy brat Josepha Smitha juniora, drugi patriarcha Kościoła

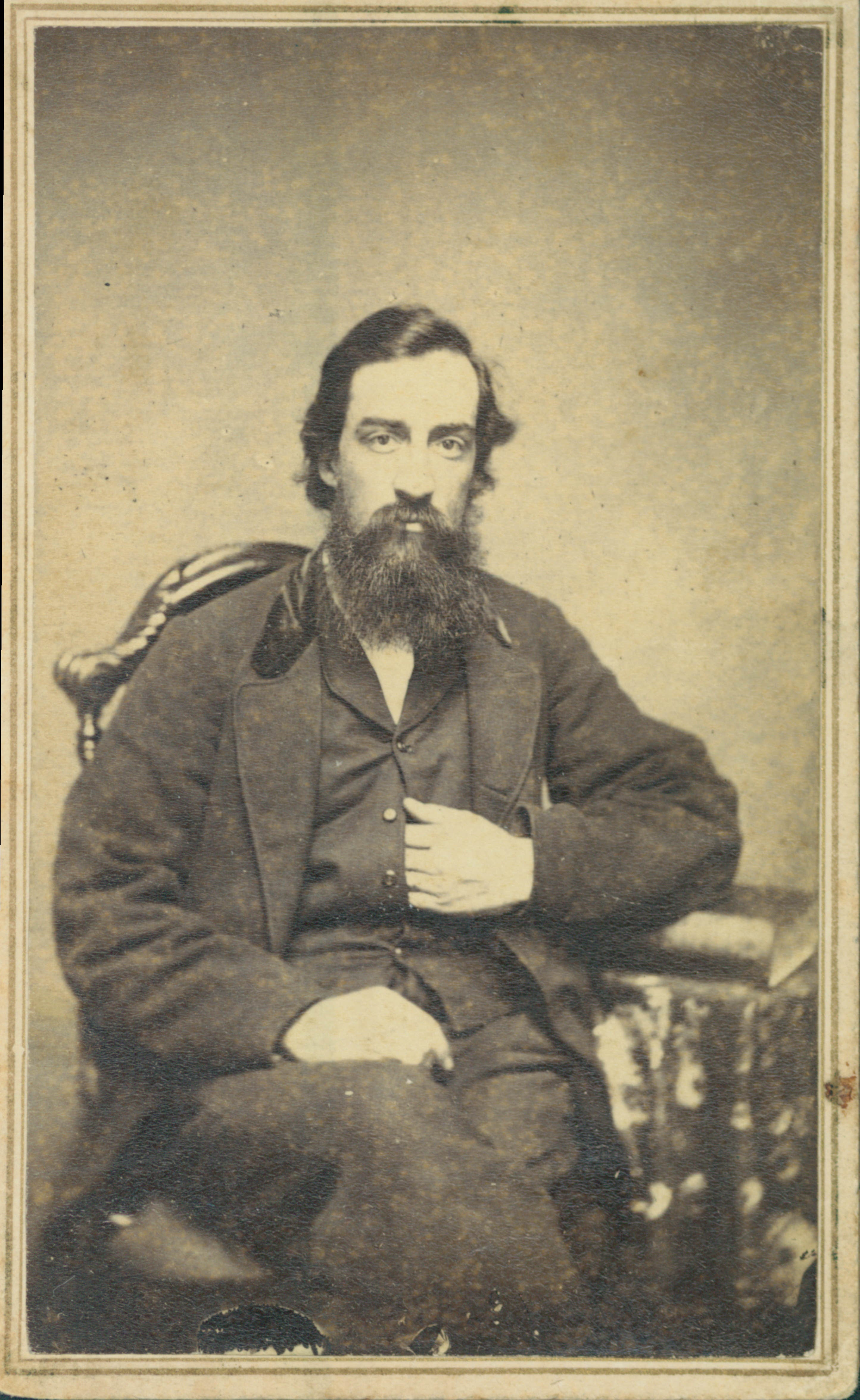
Joseph Smith III, najstarszy syn Josepha Smitha juniora, pierwszy prezydent Zreorganizowanego Kościoła Jezusa Chrystusa Świętych w Dniach Ostatnich

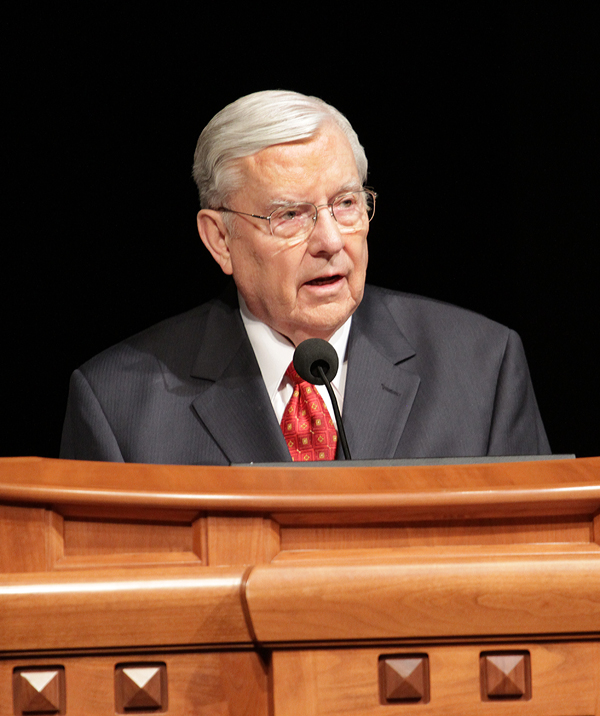
M. Russell Ballard, potomek Hyruma Smitha, tymczasowy przewodniczący Kworum Dwunastu Apostołów Kościoła Jezusa Chrystusa Świętych w Dniach Ostatnich między 2018 a 2023

Rodzina Smithów – amerykańska rodzina, kluczowa dla historii ruchu świętych w dniach ostatnich (mormonów), okresowo aktywna również w polityce Stanów Zjednoczonych. Pochodząca z Anglii, osiadła w Ameryce Północnej w pierwszej połowie XVII wieku. Znana jest głównie dzięki działalności Josepha Smitha juniora oraz z przywódczej roli w wywodzących się od niego ruchach religijnych. Na przestrzeni dekad członkowie rodziny zasiadali w amerykańskich parlamentach stanowych w Massachusetts, Illinois oraz Utah, a Joseph Smith był pierwszym w historii kandydatem na prezydenta Stanów Zjednoczonych, który został zamordowany podczas kampanii prezydenckiej.

## Kontekst historyczny
Losy rodziny Smithów, związanej przede wszystkim z Topsfield w Massachusetts, są dobrze udokumentowane od XVII wieku. Pierwszy Smith, który zamieszkał na kontynencie amerykańskim, Robert, przybył do Bostonu z Anglii w 1638. Dorobił się znacznego majątku, pozostawiając po śmierci w 1693 nieruchomości o wartości blisko 200 ówczesnych funtów. W 1659 w Topsfield poślubił Mary French, z którą doczekał się dziesięciorga dzieci.
Jeden z jego synów, urodzony w 1666 Samuel, przynależał do lokalnej elity – tak w rodzinnym mieście, jak i na poziomie hrabstwa. Doczekał się dziewięciorga dzieci, w tym urodzonego w 1714 Samuela juniora, prawdopodobnie najznaczniejszego przedstawiciela rodu Smithów w jego początkach. Syn Samuela juniora, Asael Smith, walczył w amerykańskiej wojnie o niepodległość. Przejawiał również duże zainteresowanie kwestiami religijnymi, stroniąc jednocześnie od zorganizowanych form kultu. W źródłach mormońskich zachował się zapis mówiący o tym, że Asael przewidywał, iż jeden z jego potomków doprowadzi do „rewolucji w sprawach dotyczących religii”.
Syn Asaela, Joseph Smith senior, przejął po ojcu znaczną religijność oraz niechęć do jej zorganizowanych przejawów. Na jego życiu i charakterze zaważyły niestabilna, naznaczona niepowodzeniami sytuacja finansowa oraz żarliwa, nieortodoksyjna religijność. Między 1811 a 1819 doświadczył siedmiu snów czy też wizji, które prawdopodobnie w znacznym stopniu przygotowały go i jednocześnie uczyniły podatnym na późniejszą aktywność młodszego syna. Swe problemy materialne próbował rozwiązać, najmując się do poszukiwania skarbów przy użyciu paranormalnych metod. Zajęcie to było dość powszechne na północnym wschodzie Stanów Zjednoczonych w pierwszej połowie XIX wieku. W ten sposób w życiu Josepha seniora oraz Smithów w ogóle praktyki o magicznym niejako charakterze mieszały się zatem z religijnymi poszukiwaniami. Niechęć do współczesnych sobie Kościołów spajała Smithów, czyniąc z nich wyjątkowo zżytą rodzinę. Duchowe inklinacje zdradzała również jego żona Lucy Mack. Para zawarła związek małżeński 24 stycznia 1796 i doczekała się jedenaściorga dzieci, w porządku chronologicznym: bezimiennego syna (ur. i zm. 1797), Alvina (1798–1823), Hyruma (1800–1844), Sophronii (1803–1876), Josepha Smitha juniora (1805–1844), Samuela Harrisona (1808–1844), Ephraima (ur. i zm. 13 marca 1810), Williama (1811–1893), Katharine (1813–1900), Don Carlosa (1816–1841) oraz Lucy (1821–1882).

## Znaczenie religijne
Żarliwa, nieortodoksyjna i czerpiąca z wielu źródeł religijność Smithów uznawana jest często za istotny czynnik przy analizowaniu intelektualnego kontekstu, w którym ukształtował się wczesny mormonizm. Innym zwracającym uwagę aspektem życia rodzinnego Smithów była specyficzna solidarność opierająca się na więzach krwi. W związku z tym na specyfice mormonizmu odcisnęły też swoje wyraźne piętno konkretne relacje wewnątrz tejże rodziny, w tym głęboka więź łącząca Josepha Smitha seniora z żoną oraz z dziećmi, silna pozycja Lucy Smith czy szczególna uwaga, którą Smithowie zwykli poświęcać Josephowi juniorowi. Również mormońską teologię, przynajmniej na pewnym poziomie, trudno jest zrozumieć bez znajomości rodzinnego kontekstu, w którym pierwotnie była formułowana. Przedwczesna, tragiczna śmierć Alvina Smitha łączona jest ze chrztem za zmarłych czy doktryną o trzech królestwach chwały. Błogosławieństwa patriarchalne, integralna część mormońskiej praktyki religijnej, obecne również we współczesnym Kościele, pierwotnie łączyły się ściśle z pozycją Josepha Smitha seniora w rodzinie, jak również z zaspokojeniem jego głębokich psychologicznych potrzeb. Słowo mądrości, swego rodzaju kodeks zdrowotny obowiązujący świętych w dniach ostatnich, objawiony miał zostać w wyniku sugestii poczynionej przez Emmę Smith, żonę Josepha Smitha juniora. W niektórych analizach najwcześniejszy mormonizm bywa określany jako „religia rodzinna” Smithów. Elementów odzwierciedlających sytuację w łonie rodziny Smithów doszukiwano się także w Księdze Mormona, wchodzącej w skład mormońskiego kanonu pism świętych. Źródła mormońskie rezerwują dla Josepha seniora i Lucy oraz ich potomstwa miano „pierwszej rodziny przywrócenia”. Wcześni mormońscy konwertyci darzyli rodziców twórcy Kościoła szczególnym szacunkiem, nazywając ich odpowiednio „ojcem Smithem” oraz „matką Smith”. Uczucia te były odwzajemniane. Podczas swego przemówienia na konferencji Kościoła w październiku 1845 Lucy Smith określiła się mianem „matki tego Kościoła”, nazywając zebranych wiernych „swoimi dziećmi”. Prośba o wyraźne potwierdzenie jej statusu „matki w Izraelu”, wyrażona przez nią w tym samym wystąpieniu, została entuzjastycznie spełniona przez obecnych na konferencji świętych.
Smithowie, zwłaszcza najbliższa rodzina Josepha juniora, odgrywają istotną rolę w mormońskiej teologii. Zgodnie z nią Joseph Smith senior miał być wyznaczony na jednego z ziemskich rodziców proroka. O nim miał jednocześnie mówić fragment 2. Księgi Nefiego 3,15 w początkowych partiach Księgi Mormona. Anioł Moroni miał także nakazać Josephowi, by ten powiedział ojcu o wizji, której doświadczył w 1823, jak również o nakazach, jakie z niej wynikały. Zapis tejże wizji wraz z opisem roli Josepha seniora znalazły się później w Perle Wielkiej Wartości, jednym z pism świętych uznawanych za część mormońskiego kanonu. Teologia świętych w dniach ostatnich zestawia rodziców Josepha juniora z opisem przechowanym w pierwszym wersecie 1. Księgi Nefiego, mówiącym o tym, iż prorok Nefi miał „wywodzić się z dobrych rodziców”. Kilka miesięcy po śmierci ojca, w styczniu 1841, Joseph miał otrzymać objawienie zapewniające, iż Joseph senior znajduje się w obecności Bożej. To samo objawienie, zapisane ostatecznie w 124. rozdziale Nauk i Przymierzy, określało go jako „błogosławionego i świętego”. Brigham Young, drugi prezydent Kościoła Jezusa Chrystusa Świętych w Dniach Ostatnich, nauczał jednocześnie, że Bóg bacznie obserwował Josepha juniora i jego przodków od momentu „narodzin człowieka”, poczynając od Adama. W tym ujęciu rodzina Smithów już uprzednio miała być wyznaczona przez Boga „w wieczności” do przewodniczenia „tej ostatniej dyspensacji”.
Rodzina Smithów ma długą i bogatą tradycję sprawowania kluczowych funkcji w Kościołach związanych z tradycją świętych w dniach ostatnich. W Kościele Jezusa Chrystusa Świętych w Dniach Ostatnich kolejni jej męscy przedstawiciele piastowali funkcję przewodniczącego patriarchy od 1833, z krótką przerwą między 1932 a 1942, zanim została ona ostatecznie zlikwidowana w 1979. Poza samym założycielem trzech Smithów objęło najwyższe stanowisko w tej wspólnocie, mianowicie stanowisko prezydenta. Szereg Smithów zostało wyświęconych na apostołów, niektórzy w bardzo młodym wieku. Tymczasowy przewodniczący Kworum Dwunastu Apostołów M. Russell Ballard, pełniący tę funkcję od 2018 do 2023 poprzez swoją matkę był potomkiem Hyruma Smitha, drugiego przewodniczącego patriarchy i starszego brata Josepha juniora. Niemniej żadne kościelne stanowisko, z wyjątkiem wspomnianego wcześniej przewodniczącego patriarchy, nie było w nim nigdy jednoznacznie zarezerwowane dla któregokolwiek z członków rodziny Smithów. Sukcesja w tej największej mormońskiej denominacji opiera się nade wszystko na wypracowanych w ciągu kilku pierwszych dekad procedurach.
W Społeczności Chrystusa natomiast, do 2001 znanej pod nazwą Zreorganizowanego Kościoła Jezusa Chrystusa Świętych w Dniach Ostatnich, proces sukcesji prezydenckiej przez wiele lat był ściśle związany z rodziną Smithów. Zakładano, że każdy kolejny przywódca tej wspólnoty religijnej powinien był potomkiem Josepha Smitha juniora w linii prostej. Założenie to, osadzone w szacunku, jakim w kulturze mormońskiej darzy się rodowód, wkrótce zostało przekute w zasadę. Jeden z wczesnych przywódców Zreorganizowanego Kościoła, Jason W. Brigg, twierdził wprost, że kolejny przywódca winien wywodzić się z „nasienia Josepha”. Lojalność wobec „pierwszej rodziny” pozwoliła nowo powstałej grupie  wypełnić lukę spowodowaną śmiercią Josepha juniora w 1844. Pomogła jej również rozwiązać problem sukcesji apostolskiej oraz złagodzić kryzys tożsamości wywołany przez migrację zdecydowanej większości mormonów na zachód, na tereny dzisiejszego stanu Utah. Teologiczne uzasadnienie rodzinnej sukcesji w kierownictwie Kościoła było istotną kwestią we wczesnym okresie istnienia tej młodszej i znacznie mniejszej mormońskiej denominacji. Joseph Smith III, najstarszy syn Josepha juniora, został wyświęcony na prezydenta-proroka 6 kwietnia 1860 podczas konferencji w Amboy w stanie Illinois. Pierwszym prezydentem tej grupy spoza rodziny Smithów był dopiero W. Grant McMurray, który przejął władzę w 1996.
Sukcesja prezydencka oparta na założeniu, iż przywódca powinien wywodzić się z „nasienia Józefa”, nie jest zjawiskiem ograniczonym do dawnego Zreorganizowanego Kościoła Jezusa Chrystusa Świętych w Dniach Ostatnich. Stanowi również element doktryny kilku fundamentalistycznych grup mormońskich powstałych pod koniec XX oraz na przełomie XX i XXI wieku. Tylko jedna z nich doczekała się lidera będącego potomkiem Josepha Smitha juniora.

## Aktywność polityczna
Polityczna aktywność Smithów, jakkolwiek nie aż tak kluczowa dla ich zrozumienia jak działalność religijna, stanowi niemniej istotny aspekt historii tej rodziny. Joseph Smith junior kandydował na urząd prezydenta Stanów Zjednoczonych w 1844. Był pierwszym w historii kraju kandydatem zamordowanym podczas kampanii prezydenckiej. Życie publiczne miało pewne tradycje wśród Smithów również przed powstaniem mormonizmu. Samuel Smith junior przez sześć kadencji zasiadał w parlamencie Massachusetts. Asael Smith natomiast przez wiele lat był czynny w municypalnej polityce Tunbridge w stanie Vermont.
Kandydowanie w wyborach prezydenckich w 1844 nie było odosobnionym politycznym epizodem w życiu pierwszego mormońskiego przywódcy. Joseph był założycielem Nauvoo, które szybko stało się największym miastem ówczesnego Illinois. Odcisnął piętno na wyglądzie i zagospodarowaniu przestrzennym tej miejscowości. Uzyskał jednocześnie zatwierdzenie karty miejskiej Nauvoo przez parlament stanowy Illinois. Zasiadał w radzie miejskiej Nauvoo pierwszej kadencji (od 3 lutego 1841 do 19 maja 1842). 22 stycznia został wybrany zastępcą burmistrza, natomiast 19 maja tego samego roku burmistrzem miasta. Funkcję tę pełnił aż do swej śmierci w czerwcu 1844.
Aktywny politycznie był również Hyrum Smith. Starszy brat Josepha dwukrotnie zasiadał w radzie miejskiej Nauvoo, pełnił funkcję zastępcy burmistrza tego miasta, kandydował też do parlamentu stanowego Illinois. Jego kampania wyborcza do stanowej legislatywy zbiegła się w czasie z prezydenckimi ambicjami Josepha. Do Izby Reprezentantów stanu Illinois dostał się natomiast jeden z młodszych braci Smithów, William. Polityczna kariera rodziny nie zakończyła się wraz ze śmiercią ich najbardziej znaczących przedstawicieli w latach 40. XIX wieku. Już po migracji mormońskiej na zachodnie obszary Stanów Zjednoczonych rozliczni Smithowie zasiadali w ławach parlamentu Utah. Do legislatywy tego kluczowego dla mormonizmu obszaru wybrani zostali choćby Joseph Fielding senior czy Silas Sanford.

## W mormońskiej sztuce i kulturze
Szczególna rola Smithów w ruchu świętych w dniach ostatnich znalazła odzwierciedlenie w mormońskiej sztuce, literaturze i kulturze popularnej. Joseph Smith junior doczekał się licznych poświęconych sobie filmów, dzieł literackich i obrazów. Uwiecznienia w sztuce i literaturze doczekali się też inni Smithowie, w tym Lucy, Emma czy Hyrum. Rozmaici członkowie mormońskiej „pierwszej rodziny” są też częstym tematem przemówień wygłaszanych przez mormońskich przywódców podczas odbywających się dwa razy do roku Konferencji Generalnych.
Organizacje zajmujące się badaniem historii rodziny Smithów oraz wspomaganiem kontaktów między członkami różnych jej gałęzi zrzesza Joseph Smith Sr. and Lucy Mack Smith Family Organization. Instytucji tej współprzewodniczyli M. Russell Ballard oraz Wallace Smith. Pod jej auspicjami działają chociażby Hyrum Smith Family Association, The Joseph Smith Jr. and Emma Hale Smith Historical Society czy Joseph F. Smith Family Association.
Ocenia się, że na świecie żyje od 40 do 50 tysięcy osób, które swoje korzenie wywodzą od rodziny Smithów. Wspomniana wyżej Joseph Smith Sr. and Lucy Mack Smith Family Organization pozostaje w stałym kontakcie z relatywnie niewielką częścią tej grupy. Od 1972 organizowane są z jej inicjatywy spotkania rodzinne, najczęściej w miejscach o historycznym znaczeniu dla ruchu świętych w dniach ostatnich. Wśród miejscowości goszczących to wydarzenie znalazło się choćby Kirtland czy Nauvoo.

## Prezydenci Kościołów
Poniżej zamieszczono wykaz prezydentów Kościołów odwołujących się do tradycji mormońskiej wywodzących się z rodziny Smithów.

### Prezydenci Kościoła Jezusa Chrystusa Świętych w Dniach Ostatnich
Na podstawie materiału źródłowego
- Joseph Smith junior (1830–1844)
- Joseph F. Smith (1901–1918)
- George Albert Smith (1945–1951)
- Joseph Fielding Smith (1970–1972)

### Prezydenci Zreorganizowanego Kościoła Jezusa Chrystusa Świętych w Dniach Ostatnich (od 2001 Społeczności Chrystusa)
Na podstawie materiału źródłowego
- Joseph Smith III (1860–1914)
- Frederick M. Smith (1915–1946)
- Israel A. Smith (1946–1958)
- W. Wallace Smith (1958–1978)
- Wallace B. Smith (1978–1996)

## Uproszczone drzewo genealogiczne Smithów
|                        |                        |                       |                       |                                |                                |                           |                           | Robert zm. 1693             |                             |                            |                            |                           |                           |                         |                         |                              |                              |  |  |
|                        |                        |                       |                       |                                |                                |                           |                           |                             |                             |                            |                            |                           |                           |                         |                         |                              |                              |  |  |
|                        |                        |                       |                       |                                |                                |                           |                           |                             |                             |                            |                            |                           |                           |                         |                         |                              |                              |  |  |
|                        |                        |                       |                       |                                |                                |                           |                           | Samuel 1666–1748            |                             |                            |                            |                           |                           |                         |                         |                              |                              |  |  |
|                        |                        |                       |                       |                                |                                |                           |                           |                             |                             |                            |                            |                           |                           |                         |                         |                              |                              |  |  |
|                        |                        |                       |                       |                                |                                |                           |                           |                             |                             |                            |                            |                           |                           |                         |                         |                              |                              |  |  |
|                        |                        |                       |                       |                                |                                |                           |                           | Samuel jr 1714–1785         |                             |                            |                            |                           |                           |                         |                         |                              |                              |  |  |
|                        |                        |                       |                       |                                |                                |                           |                           |                             |                             |                            |                            |                           |                           |                         |                         |                              |                              |  |  |
|                        |                        |                       |                       |                                |                                |                           |                           |                             |                             |                            |                            |                           |                           |                         |                         |                              |                              |  |  |
|                        |                        |                       |                       |                                |                                |                           |                           | Asael 1744–1830             |                             |                            |                            |                           |                           |                         |                         |                              |                              |  |  |
|                        |                        |                       |                       |                                |                                |                           |                           |                             |                             |                            |                            |                           |                           |                         |                         |                              |                              |  |  |
|                        |                        |                       |                       |                                |                                |                           |                           |                             |                             |                            |                            |                           |                           |                         |                         |                              |                              |  |  |
|                        |                        |                       |                       |                                |                                |                           |                           |                             | Joseph sr 1771–1840         | Joseph sr 1771–1840        |                            | Asahel 1773–1848          | Asahel 1773–1848          |                         | John 1781–1854          | John 1781–1854               |                              |  |  |
|                        |                        |                       |                       |                                |                                |                           |                           |                             |                             |                            |                            |                           |                           |                         |                         |                              |                              |  |  |
|                        |                        |                       |                       |                                |                                |                           |                           |                             |                             |                            |                            |                           |                           |                         |                         |                              |                              |  |  |
|                        |                        | Alvin 1798–1823       | Alvin 1798–1823       | Hyrum 1800–1844                | Hyrum 1800–1844                | Joseph jr 1805–1844       | Joseph jr 1805–1844       | Samuel Harrison 1808–1844   | Samuel Harrison 1808–1844   | William 1811–1893          | William 1811–1893          | Don Carlos 1816–1841      | Don Carlos 1816–1841      |                         | George Albert 1817–1875 | George Albert 1817–1875      |                              |  |  |
|                        |                        |                       |                       |                                |                                |                           |                           |                             |                             |                            |                            |                           |                           |                         |                         |                              |                              |  |  |
|                        |                        |                       |                       |                                |                                |                           |                           |                             |                             |                            |                            |                           |                           |                         |                         |                              |                              |  |  |
| John 1832–1911         | John 1832–1911         |                       |                       | Joseph Fielding 1838–1918      | Joseph Fielding 1838–1918      |                           |                           |                             | Joseph III 1832–1914        | Joseph III 1832–1914       | Alexander Hale 1838–1909   | Alexander Hale 1838–1909  |                           |                         | John Henry 1848–1911    | John Henry 1848–1911         |                              |  |  |
|                        |                        |                       |                       |                                |                                |                           |                           |                             |                             |                            |                            |                           |                           |                         |                         |                              |                              |  |  |
|                        |                        |                       |                       |                                |                                |                           |                           |                             |                             |                            |                            |                           |                           |                         |                         |                              |                              |  |  |
| Hyrum Fisher 1856–1923 | Hyrum Fisher 1856–1923 | David Asael 1879–1952 | David Asael 1879–1952 | Joseph Fielding jr. 1876–1972  | Joseph Fielding jr. 1876–1972  | Hyrum Mack 1872–1918      | Hyrum Mack 1872–1918      | Frederick Madison 1874–1946 | Frederick Madison 1874–1946 | Israel Alexander 1876–1958 | Israel Alexander 1876–1958 | William Wallace 1900–1989 | William Wallace 1900–1989 | George Albert 1870–1951 | George Albert 1870–1951 | Nicholas Groesbeck 1881–1945 | Nicholas Groesbeck 1881–1945 |  |  |
|                        |                        |                       |                       |                                |                                |                           |                           |                             |                             |                            |                            |                           |                           |                         |                         |                              |                              |  |  |
|                        |                        |                       |                       |                                |                                |                           |                           |                             |                             |                            |                            |                           |                           |                         |                         |                              |                              |  |  |
| Hyrum Gibbs 1879–1932  | Hyrum Gibbs 1879–1932  |                       |                       | Geraldine (Ballard) 1904-1983  | Geraldine (Ballard) 1904-1983  | Joseph Fielding 1899–1964 | Joseph Fielding 1899–1964 |                             |                             |                            |                            | Wallace Bunnell 1929–2023 | Wallace Bunnell 1929–2023 |                         |                         |                              |                              |  |  |
|                        |                        |                       |                       |                                |                                |                           |                           |                             |                             |                            |                            |                           |                           |                         |                         |                              |                              |  |  |
|                        |                        |                       |                       |                                |                                |                           |                           |                             |                             |                            |                            |                           |                           |                         |                         |                              |                              |  |  |
| Eldred Gee 1907–2013   | Eldred Gee 1907–2013   |                       |                       | M. Russell (Ballard) 1928–2023 | M. Russell (Ballard) 1928–2023 |                           |                           |                             |                             |                            |                            |                           |                           |                         |                         |                              |                              |  |  |

Na podstawie materiału źródłowego